# گوزل بلاغ (شاهین‌دژ)
گوزل بلاغ روستایی از دهستان صفاخانه، بخش مرکزی، شهرستان شاهین‌دژ، استان آذربایجان غربی در ۳۸ کیلومتری جنوب شرقی شاهین‌دژ قرار دارد. جمعیت این روستا در سال ۱۳۸۵، برابر با ۶۶۷ نفر و ۱۳۶ خانوار بوده‌است. 
·       نام روستا و وجه تسمیه آن:
روستای گوزلبلاغ طبق بررسی به عمل آمده و اظهار نظر معتمدان و ریش سفیدان محلی از روستای دیگری به اسم سلطان مراد به مکان فعلی  کوچ کرده و روستای فوق را آباد نموده به دلیل وجود  چشمه های زیبای" گوزل بابا" در وسط روستا، روستای مورد اشاره به همین ناممعروف شده و بعد ها به گوزل بلاغ تغییر نام یافته است.
·       موقعیت و وضعیت جغرافیایی روستا:
روستای گوزلبلاغ در موقعیت 46 درجه ، 39 دقیقه و 34 ثانیه طول شرقی و 36 درجه ، 26 دقیقه و 39 ثانیه عرض شمالی و ارتفاع 1700 متری از سطح دریا واقع شده است و مقدار نزولات جوی در سالهای مختلف متفاوت و 307 میلی متر تا حداکثر 464 میلی متر ثبت شده است که بارندگی متوسط حوزه 320 میلی متر در سال محاسبه شده است. آب . هوای این منطقه نسبتا گرم و در زمستان بسیار سرد می باشد. تیرماه با درجه حرارت 4/26 درجه سانتیگراد گرمترین ماهها و دیماه با درجه حرارت روزانه6/4- درجه سانتیگراد سردترین ماهها را تشکیل می دهند و همچنین بالاترین درجه حرارت مشاهده شده در این منطقه 5/40 درجه سانتیگراد در تیر و مردادماه و کمترین مقدار 27- درجه سانتیگراد در دی و بهمن ماه بوده است. میانگین درجه حرارت سالیانه رقمی در حدود 8/11 درجه سانتیگراد را نشان می دهد. بطور کلی تعداد روزهای یخبندان سالانه در حدود 106 روز می باشد.
·       سابقه سکونت و تاریخچه شکلگیری روستا:
قدمت روستا حدودا 450 سال بوده و از جمله علل پیدایش روستا وجود اراضی دیمی و آبی حاصلخیز و مراتع سرسبز و همچنین وجود چشمه سارهای پرآب در شمال بافت روستا و همچنین شیب ملایم زمین، این مکان را در جهت استقرار خویش انتخاب کرده اند. خاستگاه اولیه روستا در مرکز بافت فعلی روستا بنیانگذاری شده و به موازات افزایش جمعیت در طول سالیان دراز و به طبع آن نیاز به مساکن جدید توسعه روستایی به سمت های جنوب شرق و شمال روستا ادامه یافت در حال حاضر توسعه گسترش روستا بیشتر به سمت جنوب و جنوب غربی روستا است ارتفاعات شمالی و غربی و باغات موجود در شمال غرب روستا و اراضی زراعی شرق و جنوب روستا از عوامل محدود کننده توسعه روستا بوده است. توپوگرافی زمین و ارتفاعات پیرامون روستا و مسیر جریان آب چشمه ها در شکلگیری این آبادی درطول سالیان گذشته نقش عمده ای ایفا کرده است.
·       فاصله روستا از سایر روستاهای همجوار و مراکز دهستان و بخش:
نزدیکترین روستا به گوزلبلاغ روستای صفاخانه(مرکز دهستان) می باشد که در فاصله 2 کیلومتری در شرق روستا قرار دارد و روستای علی آباد و باغ سفلی در فاصله 3 کیلومتری در غرب گوزلبلاغ واقع شده اند و در جنوب به رودخانه ساروق منتهی می شودو نزدیکترین شهر به روستای گوزلبلاغ شهر شاهین دژ است که در فاصله 41 کیلومتری در شمال آن قرار دارد.